# لو راکول
لولین هریسن "لو" راکول، جونیر (زاده ۱۹۴۴) نویسنده و سردبیر لیبرترین آمریکایی، آنارکو کاپیتالیست و از مروجین مکتب اتریش اقتصاد و بنیانگذار و رییس هیئت مدیره مؤسسه لودویگ فن میزس است.
راکول از ۱۹۷۸ تا ۱۹۸۲ رئیس دفتر ران پال در کنگره بود. او در ۱۹۸۸ مشاور پال در کمپین ریاست جمهوری او از سوی حزب لیبرترین بود.